# Carapelli
Carapelli Firenze SpA est un groupe alimentaire italien basé à Tavarnelle Val di Pesa (Province de Florence) et fondé en 1893. 
Il est connu pour son huile d'olive.

## Fraude alimentaire
En 2009, la société poursuit en justice et perd contre Andreas März, journaliste allemand, à la suite de la publication de preuves d'un étiquetage mensonger sur les huiles d'olive Carapelli.
En 2010, l'huile d'olive « vierge extra » de Carapelli fait l'objet de mesures par des chercheurs de l'Université de Californie à Davis, qui démontrent l'utilisation trompeuse de l'appellation.